# Janiszewo (województwo zachodniopomorskie)
Janiszewo (do 1945 niem. Katharinenholz) – uroczysko-dawna miejscowość w Polsce, w województwie zachodniopomorskim, w powiecie goleniowskim, w gminie Goleniów.
Polską nazwę Janiszewo ustalono urzędowo rozporządzeniem Ministrów Administracji Publicznej i Ziem Odzyskanych z dnia 1 czerwca 1948 roku.